# Råholmen, Kyrkslätt
Råholmen är en ö i Finland. Den ligger i Finska viken och i kommunen Kyrkslätt i den ekonomiska regionen  Helsingfors i landskapet Nyland, i den södra delen av landet. Ön ligger omkring 20 kilometer sydväst om Helsingfors.
Öns area är 2,4 hektar och dess största längd är 200 meter i nord-sydlig riktning.